# Karosa LC 937
Karosa LC 937 (známější pod označením Karosa GT 11) je model komfortního dálkového autobusu, který vyráběla společnost Karosa Vysoké Mýto v letech 1994–1996. Vyrobeno bylo pouze 16 kusů. 

## Konstrukce
Karosa LC 937 je určen pro hromadnou přepravu osob na dálkových tratích s odpovídajícím komfortem cestujících a odpovídajícím prostorem pro zavazadla. Má anatomicky tvarovaná vysoká sedadla s třemi polohami sklápění opěradel. Tato sedadla pro cestující jsou umístěna na vyvýšených podestách a jsou rozmístěna 2+2 se střední uličkou. Podstropní rozvod vzduchu zajišťuje účinná klimatizace WEBASTO KK 23 H, přičemž výstup vzduchu je seřiditelný tryskami, umístěnými společně s osvětlovacími lampičkami a reproduktory od radia ve stropním panelu nad každým sedadlem. Boční okna jsou vlepená do karoserie, dvojitá, probarvená ve hmotě, čímž je docíleno snížení vstupu tepla do vnitřního prostoru autobusu, zvláště v letních měsících. Od ostatních „lepených“ autobusů Karosa se odlišuje posledním levým oknem (šířky 192 cm) a oknem před nouzovými dveřmi na pravé straně, které je o několik centimetrů kratší než ostatní standardní okna. Autobus má polosamonosnou karoserii s hnacím ustrojím s katalyzátorem výfukových plynů umístěným za zadní nápravou. Autobus splňuje emisní předpisy EURO 1. Zavazadlový prostor mezi nápravami pod podlahou (15 vozů typu LC 937.1040) má objem 5,3 m³. Prototyp GT 11 (typ LC 937.1037) má tento objem ještě menší kvůli zachování podesty pro sedadla s výškou 200 mm, jak je tomu u vozů LC 735 a LC 736. Tato typová řada navazuje na autobusy řady 700 pod označením Karosa LC 736.1022, z mnoha změn je tou nejvýraznější zaoblený vzhled předního čela, který byl odvozen od luxusního autokaru LC 757 se zvýšenou podlahou. Karoserie autobusu je třídveřová. Pro vstup cestujících slouží výklopné dveře před přední nápravou. Řidič vozidla má k dispozici vlastní dveře v levé bočnici. Třetí jsou nouzové dveře za zadní nápravou (bez schodů a s výškou od podlahy ke stropu vozu). V tomto směru je odlišný první vyrobený vůz této řady pod označením LC 937.1037, který má za zadní nápravou plnohodnotné dveře. Tyto komfortní autobusy jsou vybaveny kromě klimatizace také kávovarem, chladničkou a televizí s VHS přehrávačem.
Tento typ byl sériově vybaven mechanickou, synchronizovanou převodovkou GEAR (v licenci ZF) spolu s elektromagnetickým retardérem TELMA. Původně byl zamýšlen retardér ELMAR, jako u sousední řady LC 757 (HD 12). Díky osazené převodovce se výrobce zasadil o další unikátnost na tomto typu a to tzv. obrácené řazení (první převodový stupeň vpravo atd.). Přední náprava LIAZ, lichoběžníkovité konstrukce s nezávisle zavěšenými koly a zadní náprava jednostupňová hypoidní DETVA s diferenciálem Rockwell. Na 5 vozech byla namontována zadní náprava Meritor. Výrobce nabízel na přání zákazníka osazení vozu motorem Renault MIHR o výkonu 186 kW, nicméně všechna GT měla z výroby motor LIAZ. První vyrobený vůz typ M 1,2 C ML 637 S (190kW) , následující vozy už M 1,2 A ML 637 N (190kW).
Mezi další unikát tohoto typu patří přístrojová deska řidiče, která byla vytvořena speciálně pro tento typ autobusu. Provedení a originální tvarové řešení vnitřní přední části je chráněno průmyslovým vzorem č. 26 143.

## Výroba a provoz
Vozy LC 937 byly vyráběny v letech 1994 až 1996 jako luxusnější varianta ke klasickému dálkovému autobusu LC 736. Původní označení těchto vozidel bylo LC 736.1040, produkovány však již byly jako LC 937.1040 (první vyrobený vůz jako LC 937.1037). Celkem bylo vyrobeno pouze 16 autobusů typu LC 937. Důvodem tohoto nízkého počtu byl malý zájem o tento luxusnější dražší typ, a tedy dopravci raději pořizovali levnější vozy LC 736 nebo luxusní LC 757.
V nabídce pro dopravce byly 2 úrovně vybavení vozidla. Ta nejvyšší znamenala instalaci sklopných stolků na opěradla sedadel, držáky nápojů u každého sedadla a pro řidiče tento nadstandard znamenal elektricky ovládané sluneční roletky. Další volitelná výbava, mezi kterou patřil například senzor opotřebení brzd či snímač teploty nad vozovkou, kterou Karosa nabízela nebyla použita v žádném voze. Nadstandardní výbava byla použita u vozidel s v.č. 3, 4 a 11. 
Počty vyrobených kusů podle let:
- 1994 – 5 ks
- 1995 – 7 ks
- 1996 – 4 ks

Osm z celkových 16 autobusů LC 937 jezdilo původně u dopravců v Česku, osm na Slovensku. Tento poměr se ale ještě během druhé poloviny 90. let změnil, neboť jeden vůz byl z Česka odprodán na Slovensko. Většina vozů LC 937 (GT 11) je dosud v provozu, jeden byl dokonce odprodán polskému dopravci.

## Historické vozy
Seznam historických vozů k 9. červnu 2020:
- Auto Skaver - automuzeum Dětřichov (1 vůz, původně Juraj Králik - TRION TOUR)
- Martin Uher (1 vůz, původně ČSAD autobusy Plzeň)
- StiBus (1 vůz, předváděcí vůz výrobce)
- Trenčianska elektrická železnica (1 vůz, původně SAD Trenčín)
- Zdeněk Pejša, Ústí nad Labem (1 vůz, původně ČSAD autobusy Plzeň, Spolek majitelů historických autobusů Ústí nad Labem – prototyp LC 937.1037, v. č. 001)